# Anton Ivanovitj er vred
Anton Ivanovitj er vred (russisk: Антон Иванович сердится) er en sovjetisk film fra 1941 af Aleksandr Ivanovskij.

## Medvirkende
- Nikolaj Konovalov som Anton Voronov
- Ljudmila Tselikovskaja som Serafima Voronova
- Pavel Kadotjnikov som Aleksej Mukhin
- Aleksandr Orlov som Jakov Kirbik
- Tamara Pavlotskaja som Jadviga Kholodetskaja